# Suecy Callejas
Suecy Beverly Callejas Estrada es una abogada y política salvadoreña que actualmente ocupa el cargo de primera vicepresidente de la Asamblea Legislativa de El Salvador.

## Carrera
Licenciada como abogada en la Universidad Centroamericana José Simeón Cañas, Callejas también cursó estudios de danza moderna en el Instituto Superior de Arte de La Habana, Cuba, y tuvo una carrera previa como bailarina y profesora de danza. Se convirtió en gestora de proyectos de cooperación y gestión cultural en la alcaldía municipal de Nuevo Cuscatlán de 2013 a 2015, y ofició paralelamente como secretaria privada Ad-Honorem del despacho de la alcaldesa municipal del mismo municipio hasta mayo de 2015.

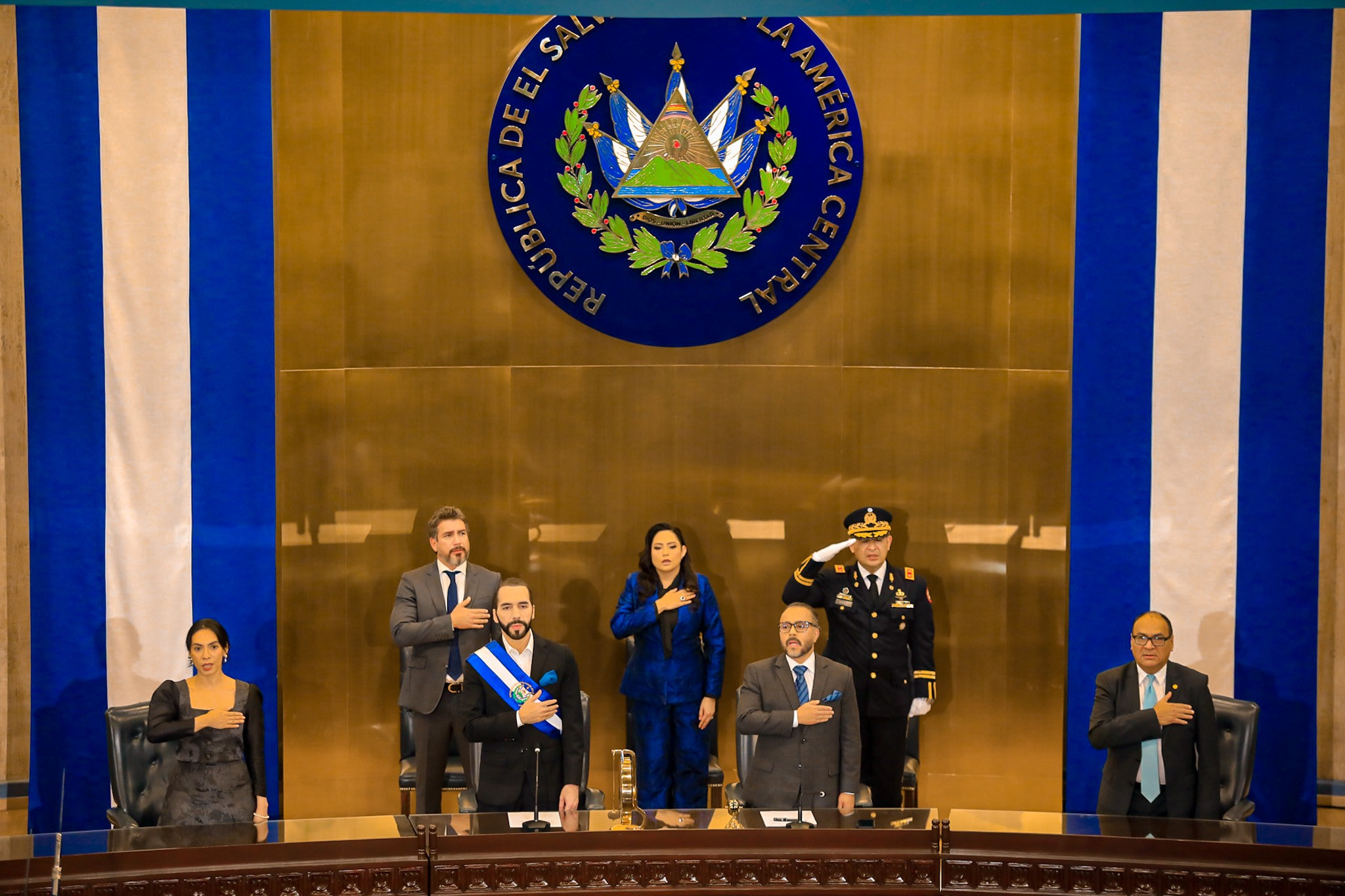
Suecy Callejas (primera de izquierda a derecha), junto a los presidentes de los Órganos Ejecutivo, Legislativo y Judicial.

Acto seguido, fue nombrada secretaria de cultura de San Salvador, cargo que ocupó hasta noviembre de 2018. En junio de 2019 fue nombrada por el presidente electo Nayib Bukele como nueva ministra de cultura de El Salvador, y se desempeñó como miembro de la junta directiva de la International Federation of Arts Councils and Culture Agencies en 2020.
A finales de 2020 renunció a su cargo para presentarse como candidata a la Asamblea Legislativa de El Salvador. El 1 de mayo de 2021 fue elegida diputada propietaria por San Salvador en dicha asamblea, de la que fue elegida primera vicepresidente con 64 votos a favor.

## Historial electoral
|  | 10.35 % |

|  | 32.41 % |